# Un semplice desiderio
Un semplice desiderio (A Simple Wish) è un film del 1997 diretto da Michael Ritchie.

## Trama
Il pilota di carrozze di cavalli di New York Oliver Greening aspira a esibirsi a Broadway e, nonostante un'eccezionale audizione per il musical 'A Tale of Two Cities', perde contro l'esperto Tony Sable, poiché è considerato più bancabile, poiché la reputazione di Oliver come attore è inesistente.
Più tardi quella notte, Annabel, la giovane figlia di Oliver, non convince il fratello maggiore Charlie dell'esistenza delle fate madrine e, dopo che si sono addormentate, si sveglia e trova Murray, una fata madrina maschio, nella sua stanza. Offrendole un desiderio, lo usa per garantire a suo padre un ruolo nella commedia in modo che non debbano trasferirsi nel Nebraska.
Hortence, la capofata madrina, tiene l'incontro annuale della North American Fairy Godmothers Association (NAFGA). La sua regola è che tutti i partecipanti devono controllare le loro bacchette prima della riunione. Claudia, ex fata madrina diventata strega cattiva, è venuta all'incontro senza essere invitata per rubare tutte le bacchette. Mettendo la receptionist di Hortence Rena a dormire con la mela di una strega, lancia un incantesimo su Hortence facendo diventare la testa di una fata sottile come carta e tappandole la bocca. Quindi chiude a chiave tutte le fate madrine al piano di sotto mentre si reca a rubare le bacchette. Tuttavia Murray arriva in ritardo e non controlla mai la sua bacchetta, rendendola l'unica che Claudia non ha.
Quando Annabel vede che Murray ha dimenticato la sua bacchetta magica, ha intenzione di restituirgliela, ma Charlie la rompe. Murray e Annabel finiscono nel Nebraska, grazie a un suo incantesimo frainteso per andarsene in fretta. Dopo aver trasformato senza successo un proprietario egoista di un motel che incontrano in un rabbino gigante (invece che in un piccolo rospo), finiscono di nuovo a Central Park. Quando Annabel scompare misteriosamente, la scuola chiude presto. Charlie li trova.
Annabel implora Murray di esaudire il suo desiderio poiché sono vicini a suo padre, ma lui trasforma accidentalmente Oliver in una statua. Per rimediare, i tre vanno alla NAFGA e chiedono aiuto a Hortence, che è ancora sotto l'incantesimo di Claudia. Mentre Murray, Charlie e Rena (finalmente svegliati dall'incantesimo del sonno) riparano la bacchetta di Murray, Hortence racconta ad Annabel del complotto di Claudia: l'incantesimo deve essere revocato prima di mezzanotte, altrimenti Oliver rimarrà una statua per sempre. Claudia, nel frattempo, ha cercato la sua bacchetta. Dopo averli esaminati, si rende conto che manca, ora appartiene a Murray, quindi è determinata a recuperarlo.
A teatro, Annabel e Murray vedono Tony Sable, l'attore egoista e presuntuoso che fa un'audizione per la parte di Oliver. Sapendo che questo potrebbe rovinare le possibilità di suo padre di essere nello spettacolo, chiede a Murray di sabotare l'audizione. Prima cerca di far piovere sul palco ma viene liquidato come un semplice problema tecnico e il provino continua. Quindi gli chiede di dare a Sable una rana in gola per compromettere il suo canto. Lo prende troppo alla lettera e le rane iniziano a saltare fuori dalla bocca di Sable, scioccando tutti.
Annabel e Murray festeggiano, ma Sable ottiene la parte, poiché Oliver non è apparso. Boots, il terrier di Claudia diventato lacchè che ha cercato Murray, li trova. Murray menziona la storia di Brer Rabbit ad Annabel e insieme la pregano di non portarli nella tana di Claudia, così lei lo fa.
Claudia li affronta, chiedendo la sua bacchetta. Quando Murray cerca di convincere Annabel a non dirglielo, come punizione, Claudia trasforma lei e Murray in ballerine, facendole ballare in modo incontrollabile finché uno di loro non accetta di dirglielo.
Annabel tiene Claudia distratta finché Charlie non può dare a Murray la sua bacchetta. Murray conquista la fedeltà di Boots abbastanza a lungo da convincerla a dargliela. Claudia tenta di attaccarlo, ma lui la induce a lanciare un incantesimo che la attira in uno specchio, che viene successivamente frantumato.
Murray, Charlie e Annabel tornano a Central Park e ripristinano Oliver appena in tempo. Gli viene assegnata la parte del sostituto di Sable. Per esaudire finalmente il desiderio di Annabel, Murray appare nel backstage e fa scivolare Sable su un secchio e torcersi la caviglia. Lo scatto d'ira che ne risulta lo fa licenziare e Oliver, il suo sostituto, prende il sopravvento. Charlie e Annabel guardano lo spettacolo con Murray e le altre fate madrine.

## Produzione
Le riprese del film si sono svolte dal 22 luglio al 26 ottobre 1996.

## Distribuzione
Il film è uscito nelle sale statunitensi l'11 luglio 1997.